# Ђекић
Ђекић је српско презиме. Може се односити на следеће особе:
- Немања Ђекић (1997), српски фудбалер
- Бранислав Ђекић (1991), српски кошаркаш